# 高光宇 (1972年)
高光宇（1972年12月—），河北省滦州市人，中华人民共和国政治人物。

## 生平
1972年12月，高光宇出生在河北省滦县（今滦州市）。
1992年，高光宇进入唐山师范专科学校体育专业学习，1994年毕业后分配至中共唐山市路北区委组织部干部科出任一名干部，在任期间的1996年5月加入中国共产党。1999年12月，高光宇转任路北区缸窑街道党工委组织部长、办事处副主任。2002年8月转任路北区市场建设服务中心副主任。2003年9月转任路北区机场路街道党工委副书记、办事处主任。2008年10月转任路北区河北路街道党工委书记。2011年8月转任路北区人大常委会副主任人选、果园乡党委书记，次年2月出任路北区人大常委会副主任，2013年7月转任路北区副区长，2017年1月兼任区委办公室主任，2017年2月出任中共路北区委常委兼区委办公室主任。
2019年1月，高光宇调任中共乐亭县委副书记，同年5月兼任县委党校校长、县总工会主席，2021年5月出任中共乐亭县委副书记、县人民政府副县长、代县长（7月正式出任县长）、党组书记。

### 落马
2024年8月26日，高光宇涉嫌严重违纪违法接受唐山市纪委监委纪律审查和监察调查。